# Constantin Lungu
Constantin Lungu este un fost senator român în legislatura 1992-1996. A fost validat ca senator la data de 11 septembrie 1996 și l-a înlocuit pe senatorul Constantin Moldovan, pe listele PRM.